# Clint Walker
Pour les articles homonymes, voir Walker.
Norman Eugene Walker, dit Clint Walker, est un acteur américain, né le 30 mai 1927 à Hartford dans l'Illinois et mort le 21 mai 2018 à Grass Valley en Californie.
Il est surtout connu aux États-Unis pour son rôle dans la série télévisée Cheyenne et dans le film de guerre Les Douze Salopards.

## Biographie
Clint Walker quitte tôt l'école pour travailler dans une usine et sur un bateau de rivière, puis, à dix-sept ans, dans les derniers mois de la Seconde Guerre mondiale, il rejoint la marine marchande nationale. Après la guerre, il quitte la marine marchande et fait nombre de petits boulots (ouvrier métallurgiste, videur de boîte de nuit) à Brownwood (Texas), à Long Beach (Californie) et à Las Vegas (Nevada) où il fut portier à l'Hôtel Sands.
Il rencontre le coach Henry Willson qui le rebaptise le « Jett Norman » et le fait apparaître dans le film Jungle Gents dans un rôle du type Tarzan.

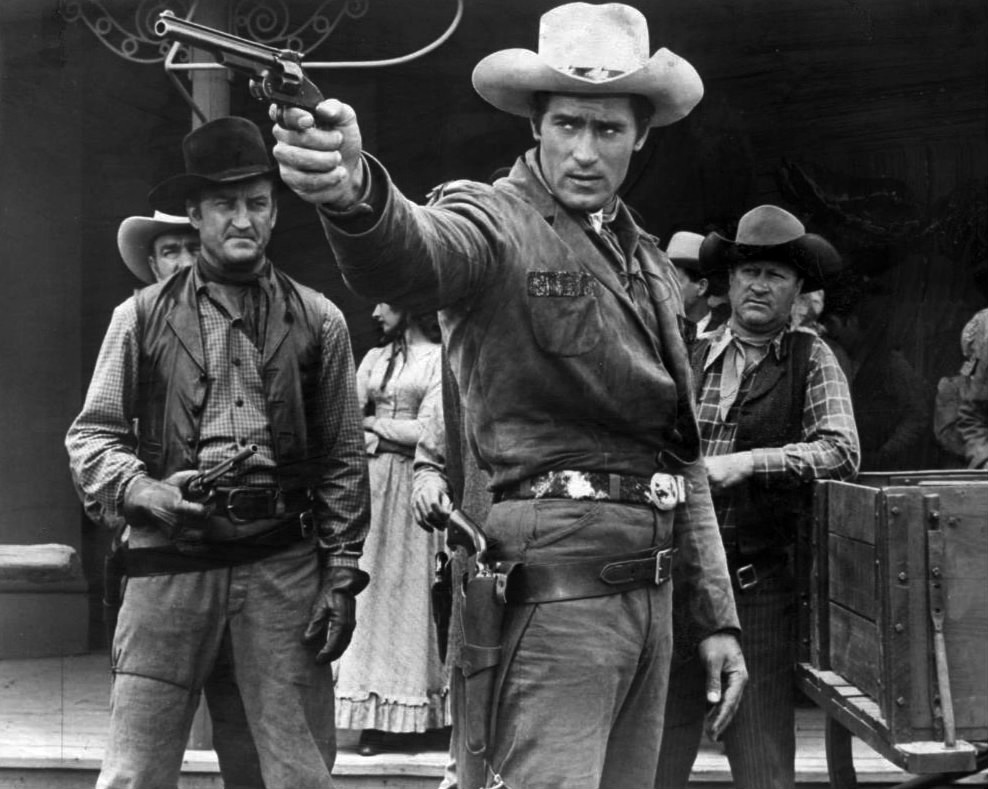
Clint Walker dans le rôle de Cheyenne Bodie en 1956.

À Los Angeles, il est embauché comme figurant par Cecil B. DeMille pour Les Dix Commandements. Un ami dans les studios l’aide à obtenir quelques petits rôles qui attirent l'attention de Warner Bros. Son physique athlétique (il mesure 1,98 m) lui permet de décrocher le rôle principal de la série télévisée Cheyenne. Au générique, il reprend le nom de Walker et adopte le prénom Clint. La série s’appuie nettement sur son physique robuste et multiplie les scènes torse nu. Elle est néanmoins très bien écrite et devient très populaire pendant huit saisons.
La belle voix de chanteur baryton de Walker a été aussi parfois utilisée dans la série ; cela conduit la Warner à lui faire enregistrer un album de chansons et de ballades traditionnelles : Walker On The Lucy Show.
Clint Walker est ensuite en vedette dans plusieurs films sur grand écran, dont trois westerns de Gordon Douglas : Sur la piste des Comanches en 1958, Le Géant du Grand Nord en 1959 et Le Trésor des sept collines en 1961. Viennent ensuite la comédie Ne m'envoyez pas de fleurs en 1964, L'Île des braves en 1965, Le Ranch maudit en 1966 et le renommé Les Douze Salopards en 1967.
Pendant les années 1970, il retourne à la télévision, en vedette, dans un certain nombre de productions dont le film Killdozer! (1974). En 1998, il interprète Nick Nitro dans le film Small Soldiers.
Clint Walker rencontre l'auteur de westerns Kirby Jonas par l’intermédiaire de l’acteur James Drury, un ami commun. Jonas aide Walker pendant deux ans à peaufiner un scénario sur l’or et l'Yaqui ; ce partenariat aboutit, en 2003, à la publication du roman Yaqui Or. 

### Vie privée
Clint Walker a épousé Verna Garver en 1948, dont il a divorcé en 1968. Ils ont eu une fille, Valerie (né en 1950). Il épouse ensuite Giselle Hennessy en 1974 (morte en 1994). Finalement, il épouse Susan Cavallari en 1997.
Clint Walker a une sœur jumelle, Neoma L. « Lucy » West brook, morte le 11 novembre 2000 à Hartford dans l'Illinois à l’âge de 73 ans.
En 2014, Walker vit à Grass Valley en Californie.

## Honneurs
Clint Walker a une étoile sur le Hollywood Walk of Fame au 1505 Vine Street, près de son intersection avec Sunset Boulevard.
En 2004, il entre au Hall of Great Western Performers du Musée national Cowboy & Western Heritage d’Oklahoma City.

## Filmographie

### Cinéma
- 1954 : Jungle Gents (en) : Tarzan
- 1956 : Les Dix Commandements (The Ten Commandments) de Cecil B. DeMille : le capitaine sarde
- 1957 : The Travellers : Cheyenne Bodie
- 1958 : Sur la piste des Comanches (Fort Dobbs) : Gar Davis
- 1959 : Le Géant du Grand Nord (Yellowstone Kelly) : Yellowstone Kelly
- 1961 : Le Trésor des sept collines (Gold of the Seven Saints) : Jim Rainbolt
- 1962 : Le Massacre de la colline noire (Gold, Glory and Custer) : Cheyenne Bodie
- 1964 : Ne m'envoyez pas de fleurs (Send Me No Flowers) : Bert Power
- 1965 : L'Île des braves (None But The Brave) de Frank Sinatra : le capitaine Dennis Bourke
- 1966 : Le Ranch Maudit (The Night of the Grizzli) : Jim Cole
- 1966 : Maya : Hugh Bowen
- 1967 : Les Douze Salopards (The Dirty Dozen) : Samson Posey
- 1968 : More Dead Than Alive (en) : Cain
- 1969 : Sam Whiskey le dur (Sam Whiskey) : O. W. Bandy
- 1969 : The Great Bank Robbery : Ranger Ben Quick
- 1972 : Pancho Villa (en) d'Eugenio Martín : Scotty
- 1976 : La Loi de la montagne (Baker's Hawk) : Dan Baker
- 1977 : Le Bison blanc (The White Buffalo) : Whistling Jack Kileen
- 1977 : Deadly Harvest : Grant Franklin
- 1983 : Hysterical : un shériff
- 1985 : The Serpent Warriors
- 1998 : Small Soldiers : Nick Nitro (voix)

### Télévision
- 1955-1962 : Cheyenne (série télévisée) : Cheyenne Bodie
- 1960 : Maverick (série télévisée) : Cheyenne Bodie
- 1963 : 77 Sunset Strip (série télévisée) : Cal Jasper
- 1965-1966 : L'Extravagante Lucy (The Lucy Show) (série télévisée) : Frank Wilson / Frank
- 1971 : Yuma (en) (téléfilm) : Marshall Dave Harmon
- 1972 : Les deux maris de Rozaline (Hardcase) (téléfilm) : Jack Rutherford
- 1972 : Chasseur de primes (en) (téléfilm) : Kinkaid
- 1974 : Kodiak (en) (série télévisée) : Kodiak
- 1974 : Le Cri du loup (Scream of the Wolf) (téléfilm) : Byron Douglas
- 1974 : Killdozer! (en) (téléfilm) : Lloyd Kelly
- 1977 : Snowbeast (téléfilm) : shériff Paraday
- 1978 : Colorado (mini-série) (Centennial) (série télévisée) : Joe Bean
- 1979 : Mysterious Island of Beautiful Women (téléfilm) : Wendell
- 1983 : Face (série télévisée) : Bill
- 1983 : La croisière s'amuse (The Love Boat) (série télévisée) : Bill
- 1985 : All American Cowboy (téléfilm)
- 1991 : The Gambler Returns: The Luck of the Draw (téléfilm) : Cheyenne Bodie
- 1995 : Kung Fu, la légende continue (Kung-Fu: The Legend Continues) (série télévisée) : Cheyenne Bodie